# Nemacheilus devdevi
Nemacheilus devdevi és una espècie de peix de la família dels balitòrids i de l'ordre dels cipriniformes.

## Morfologia
Els mascles poden assolir els 4 cm de longitud total.

## Distribució geogràfica
Es troba a l'Índia (a l'est de l'Himàlaia).